# D’mt
D’mt (vagy Damot) ókori állam volt a mai Észak-Etiópia és Eritrea területén. Nem tévesztendő össze a középkori Damot Királysággal.
Az országgal kapcsolatban nagyon kevés felirat ismert és a régészeti kutatások sem tártak még fel sok emléket.
Nem tisztázott, hogy milyen kapcsolatban állt a régió következő jelentős államával, az Akszúmi Királysággal. Elképzelhető, hogy az D’mt továbbfejlődéséből jött létre, vagy éppen annak legyőzésével alakult ki, esetleg D’mt csak egy az akszúmiták által egyesített királyságok közül.

## Főváros
Az állam fővárosa vélhetően Yeha volt, ám ezt több régész is kétségbe vonja. Peter Schmidt szerint Yeha fontos rituális központ és temetkezőhely lehetett, de főváros nem.

## Kultúra
A d’mtiak öntözőrendszert építettek ki, ismerték az ekét, kölest termesztettek, eszközeiket és fegyvereiket pedig vasból készítették.

## Jemeni kapcsolatok
A történészek egy része (Stuart Munro-Hay, Rodolfo Fattovich, Ayele Bekerie, Cain Felder, Ephraim Isaac) szerint a d’mti civilizáció helyi eredetű volt, melyet csak később értek sábai (jemeni) hatások, míg mások (Joseph Michels, Henri de Contenson, Tekle-Tsadik Mekouria, Stanley Burstein) a helyi és a jemeni eredetű civilizációk keveredéséből eredeztetik azt.
Bár a sémi nyelvű népesség már 2000 évvel Krisztus születése előtt bizonyítottan előfordult Északkelet-Afrikában, a legújabb kutatások szerint az Észak-Etiópiában és Eritreában elterjedt ge’ez nyelv nem a Jemenben kialakult sábai nyelvből származik. Továbbra is vitatott, hogy a jemeni befolyás jelentéktelen lett volna D’mtban és csak néhány évtizedig érvényesült a part menti városokban, kereskedelmi-katonai kolóniákon keresztül.

## Bukás
D’mt Kr. e. 5. században bekövetkezett bukása után a területet kisebb utódállamok örökölték, míg vélhetően közülük az egyik, az Akszúmi Királyság a többit egyesítve a középkori Etiópia előzményévé vált.

## Uralkodók
A birodalom négy egymást követő uralkodójának és feleségüknek ismerjük a nevét. Valószínűleg a Kr. e. 700-650 közötti időszakban uralkodtak.
| király    | királynő |
| --------- | -------- |
| Wʿrn Hywt | Arky(t)n |
| Rdʿm      | Smʿt     |
| ṢrʿnRbḥ   | Yrʿt     |
| Lmn       | Adt      |

## Fordítás
- Ez a szócikk részben vagy egészben  a   D'mt című angol Wikipédia-szócikk fordításán alapul.  Az eredeti cikk szerkesztőit annak laptörténete sorolja fel. Ez a jelzés csupán a megfogalmazás eredetét és a szerzői jogokat jelzi, nem szolgál a cikkben szereplő információk forrásmegjelöléseként.